# مایکل لواندوفسکی
مایکل لواندوفسکی (انگلیسی: Michel Lewandowski; ۲۸ مهٔ ۱۹۱۴ – ۷ سپتامبر ۱۹۹۰) بازیکن فوتبال اهل فرانسه بود.
از باشگاه‌هایی که در آن بازی کرده‌است می‌توان به باشگاه فوتبال لانس اشاره کرد.
وی همچنین در تیم ملی فوتبال سیزم بازی کرده‌است.